# Axylia edwardsi
Axylia edwardsi är en fjärilsart som beskrevs av Fletcher 1961. Axylia edwardsi ingår i släktet Axylia och familjen nattflyn. Inga underarter finns listade i Catalogue of Life.